# カフ県
カフ県は、モルドバ南部の県であり、カフル県ならびにカグル県とも呼ばれる。県都はカグル
。
2014年1月の人口は12万4700人
。

## 歴史
376年、フン族がローマ帝国のダキアに侵入し破壊した。
1425年から1447年の記録に、クリハナ・ヴェチェ、マンタ、ヴァレニ、スロボジア・マレ、ラルガ・ノウアの集落が残っている。
1770年8月1日、第一次露土戦争の中でカフ湖の近くでカグルの戦いが起き、ロシア帝国が勝利した。
1812年、第三次露土戦争の結果カフ県を含むベッサラビアはロシアに割譲され、住民のロシア化が進んだ。ロシア人、ウクライナ人、ブルガリア人、ガガウズ人が入植した。
1856年、クリミア戦争の結果この地域はルーマニアに割譲された。
1878年、露土戦争の結果この地域はロシア帝国に割譲された。
1917年、ロシア革命によってベッサラビアはルーマニアに割譲された。この地域はカフ郡の中心になった。
1940年、独ソ不可侵条約によってベッサラビアはソ連に占領された。
1991年、モルドバが独立し、カフ郡が設置された。
2003年、カフ県が設置された。

## 地理

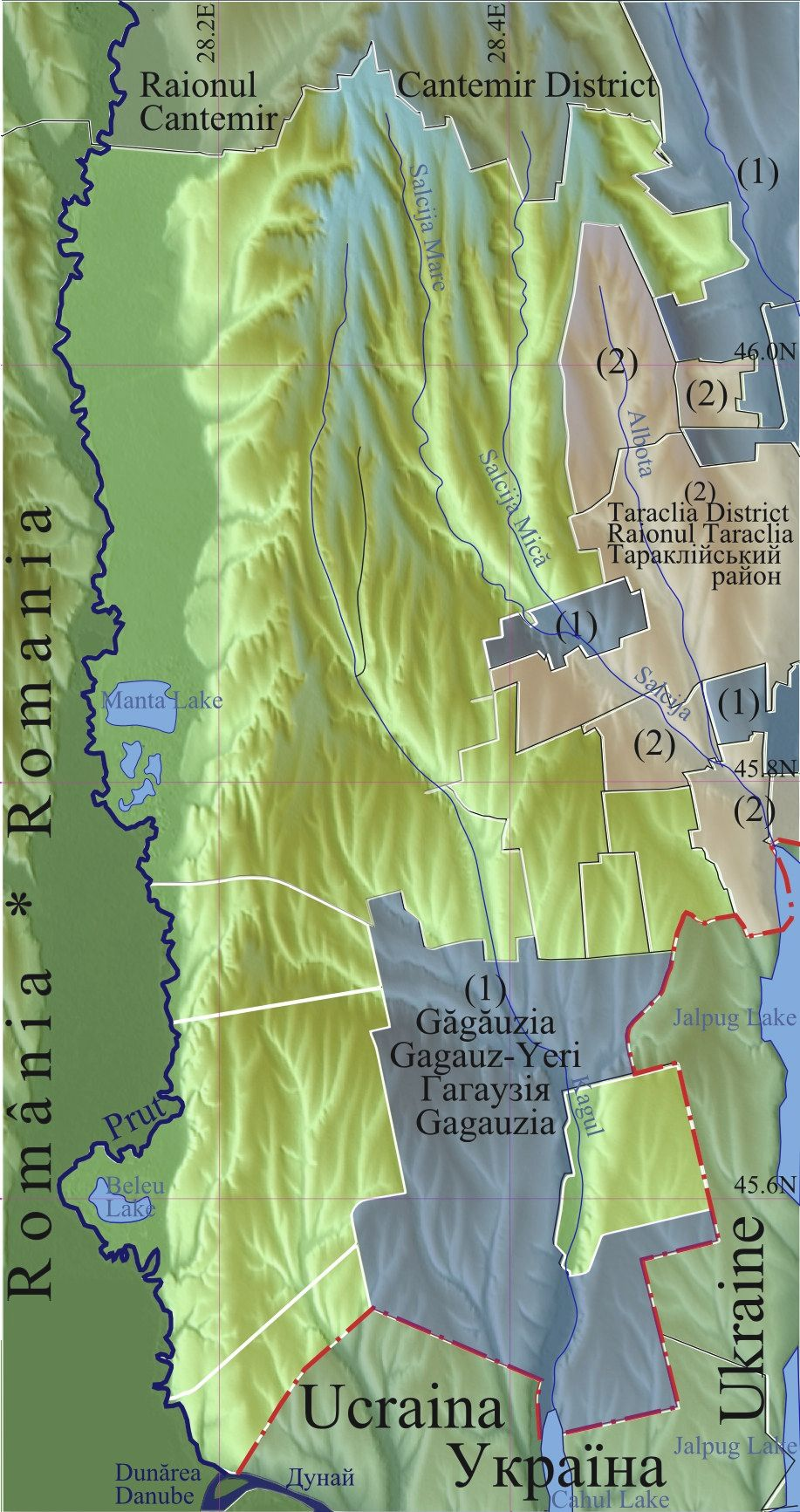
カフ県の地勢図

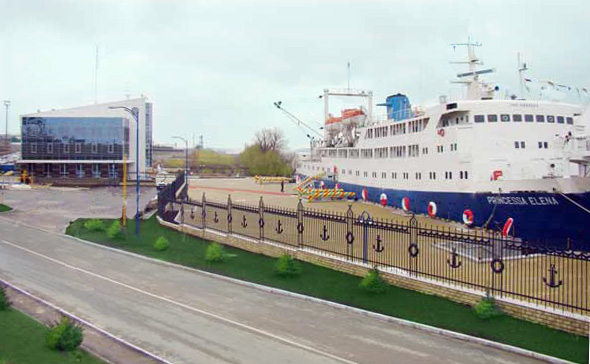
ジュルジュレシュティ港

カフ県はモルドバ南部に位置する。カフ県にはジュルジュレシュティと呼ばれる地域が在り、当該エリアは同国の自由経済区となっている。この場所はモルドバ最南端に位置し、ドナウ川の下流部に接することや同国唯一の水運港「ジュルジュレシュティ港」が在ることでも知られている。
北から時計回りに
- カンテミール県（ルーマニア語版、英語版）
- ガガウズ自治区
- タラクリア県（ルーマニア語版、英語版）
- ルーマニア

に接する。
標高は北のティゲチ高原が約240m、ドナウ川で約5mである。都市化率は31.9%。

## 気候
- 典型的な大陸性気候
- モルドバで最も乾燥し最も暑い
- 他の県より2～3℃暑い
- 年間平均降水量は400～550mm

## 民族
| 民族                    | 人口   | %*     |
| ----------------------- | ------ | ------ |
| モルドバ人 ルーマニア人 | 93,096 | 78.08% |
| ウクライナ人            | 7,842  | 6.58%  |
| ロシア人                | 7,702  | 6.46%  |
| ブルガリア人            | 5,816  | 4.88%  |
| ガガウズ人              | 3,665  | 3.07%  |
| ロマ                    | 237    | 0.20%  |
| その他                  | 873    | 0.72%  |

## 宗教
- キリスト教 - 94.3%
  - 東方正教会 - 89.3%
  - プロテスタント - 5.0%
- その他 - 2.8%
- 無宗教 - 2.4%
- 無神論 - 0.5%

## 政治
2010年11月28日のモルドバ共和国議会選挙の結果
- 第1党：モルドバ共和国共産党：37.8%
- 第2党：モルドバ自由民主党：33.1%
- 第3党：モルドバ民主党：11.7%

2010年の県議会選挙
- 第1党：欧州統合同盟：54.8%
- 第2党：モルドバ共和国共産党：37.8%

## 観光
- ヌファルル・アルブ（白い睡蓮）：カグルの温泉療法施設。
- 東方正教会古儀式派教会（カグル）
- 聖ミカエル・ガブリエル大聖堂（カグル）
- ラルガの戦い（英語版）の英雄の碑（バディクル・モルドヴェネスク（英語版））